# Phönizien
Phönizien (altägyptisch tau(i)-Fenchu, idebu-Fenchu; mykenisch po-ni-ki; altgriechisch Phönikien, Phoinike für Purpurland) ist die Bezeichnung eines schmalen Landstreifens an der östlichen Mittelmeerküste auf dem Gebiet der heutigen Staaten Israel, Libanon und Syrien. Das Gebiet erstreckte sich etwa von Dor im Süden über Tyros, Sidon, Beirut, Byblos und Arwad bis Tartus im Norden. Das Meeresgebiet entlang der Küste wurde als Phönizisches Meer bezeichnet. Die Bewohner des Landstreifens bezeichneten sich selbst nicht als Phönizier, sondern sie benannten sich jeweils nach dem Namen jener Städte, in denen sie beheimatet waren.
Phönizien gehörte seit 63 v. Chr. – gemeinsam mit Syrien – als Provinz Syria zum römischen Reich. Eine phönizische Kolonie, die geografisch im heutigen Tunesien lag, war Karthago, das vor dem Aufstieg Roms das westliche Mittelmeer beherrschte und an dessen Küsten zahlreiche Kolonien gründete (Südspanien, Nordwestafrika, Sardinien, Korsika, Sizilien, Malta). Die Römer nannten die Karthager Poeni (Punier).

## Name
Der Name „Phönizien“ könnte sich von der seit Homer belegten griechischen Bezeichnung „Phoinikes“ (Φοίνιϰες) ableiten, die wiederum mit den kretischen Linear B-Begriffen „po-ni-ki-ja“, „po-ni-ke-a“ und „po-ni-ki-jo“ („phoinikion“?) in Verbindung steht. Eine zweifelsfreie Zuordnung bleibt jedoch unsicher. Als Farbe purpurrot sind „phoinikeā“ und „po-ni-ke-a“ in Listen von montierten (Pferde)-Wagen belegt; „po-ni-ki-jo“ für ein Gewürz oder eine Pflanze; in diesem Zusammenhang auch für „kaptaru“ als kretische Wacholderfrucht.
Möglicherweise liegt ebenfalls eine Verbindung zu den Begriffen „po-ni-ke“ („phoinikei“) und „po-ni-ki-pi“ („phoinikphi“) vor, die sich auf das Bearbeiten und Verzieren von Holzmöbelstücken im Zusammenhang der Wortbedeutung für „Palme/n“ (insbesondere Dattelpalme) beziehen. Ergänzend kommt hinzu, dass das Färben von Stoff mit Hilfe von Purpurschnecken ein weiteres typisch phönizisches Handwerk war.
In altägyptischen Quellen wird Phönizien unter der Bezeichnung „fenchu“ erwähnt. Die ägyptische Bezeichnung leitet sich von „fench“ (Zimmerer, Tischler) ab und bezieht sich insbesondere auf den Handel oder das Handwerk mit Holz. Ägypten importierte unter anderem die im Libanon wachsende Zeder. In diesem Zusammenhang erhielten die Fenchu den Beinamen „Baumfäller“.

## Geschichte

Karte des antiken Phönizien

Darstellung der vermutlichen Siedlungsgebiete, historische Landkarte von 1902

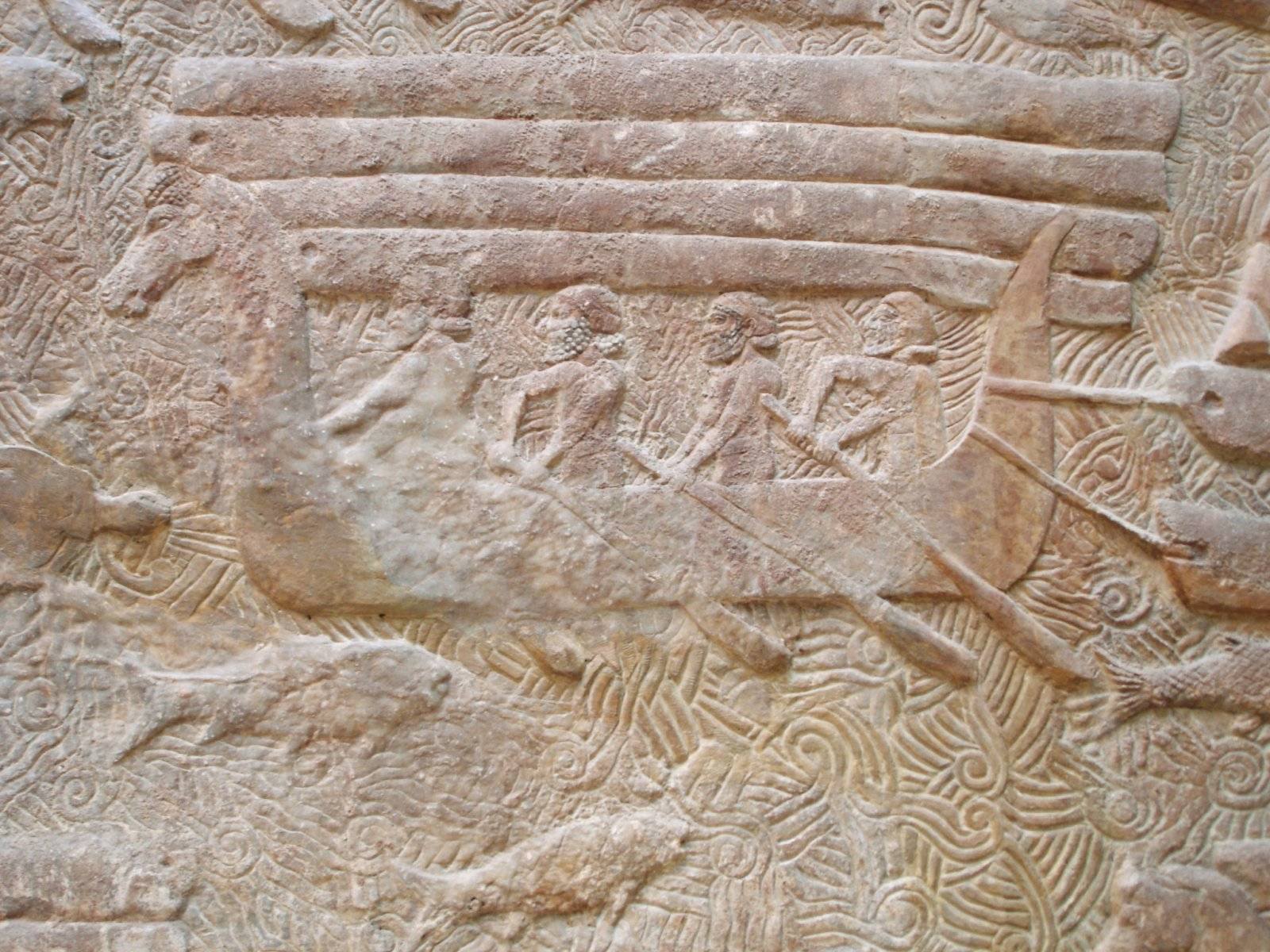
Transport von libanesischen Zedern nach Mesopotamien; aus dem Palast Sargons II. (Ende des 8. Jahrhunderts v. Chr.)

Herodot behauptet, es habe um 2750 v. Chr. erste Siedlungen in Phönizien gegeben. Eine erste Erwähnung der Fnḫw (Fenchu) in Ägypten stammt wahrscheinlich aus der Zeit des Niuserre (5. Dynastie des Alten Reiches) im 25. Jahrhundert v. Chr. Aus der Geschichte des Sinuhe geht hervor, dass Fenchu (Phönizien) bereits im Mittleren Reich (21.–18. Jahrhundert v. Chr.) zu den Ländern der Levante gehörte:

„Maki aus Qedem, Chentiujawesch aus Chenet-Kasch und Menus aus den beiden Ländern der Fenchu; dies sind Herrscher anerkannter Namen,…ohne an Retjenu zu denken, das zu dir (Ägypten) gehört wie deine Windhunde.“

Etwa im 15. Jahrhundert v. Chr. kam es zur Stadtstaatenbildung der Seestädte Sidon, Tyros, Byblos, die ihrerseits Handelskolonien im Mittelmeerraum gründeten. Aus Keftiu (Kreta) sind in Linear-B-Texten (15.–12. Jahrhundert v. Chr.) Handelsbeziehungen mit den Phöniziern belegt, dort als po-ni-ki-jo benannt. Entsprechende Darstellungen finden sich auch in den thebanischen Gräbern aus der Zeit von Thutmosis III. und seinen Nachfolgern: Tribute erfolgen von Keftiu und den Inseln inmitten des großen Grünen sowie von Retjenu. Jedes verborgene Land und alle Inseln der Fenchu sind Ägypten untertänig. Thutmosis II. erwähnte in seiner Siegesinschrift die Länder von Fenchu (Stadtstaaten) als Hoheitsgebiet der Ägypter im Zusammenhang mit Retjenu. In einer Inschrift rühmte sich Sethos I., die Länder der Fenchu vernichtet zu haben.

### Militärische Bedrohung von Osten her
Etwa 875 v. Chr. wurde Phönizien von den Assyrern zu Tributzahlungen gezwungen. 573 v. Chr. wurde Tyros nach 13-jähriger Belagerung des babylonischen Königs Nebukadnezar II. erobert. Ab 539 v. Chr. gehörte Phönizien zum Perserreich. Nach der Teilnahme am ägyptischen Aufstand gegen den Perserkönig Artaxerxes III. wurde Sidon 343 v. Chr. zerstört.
Tyros wurde 332 v. Chr. von Alexander dem Großen zerstört, nachdem es als einzige phönizische Stadt Widerstand gegen sein Heer geleistet hatte. Nach dem Tod Alexanders verlor Phönizien an Bedeutung. Das Gebiet geriet unter die Herrschaft der Nachfolger Alexanders (Seleukiden, Ptolemäer).
Im 1. Jahrhundert v. Chr. wurde Phönizien vom armenischen König Tigranes II. erobert. Kurz darauf fiel es an das Römische Reich.

## Kultur
Aufgrund der geografischen Lage und späteren Handelsbeziehungen war die Kultur Phöniziens geprägt von Ägypten, den altorientalischen Kulturen Vorderasiens und dem Mittelmeerraum. Das phönizische Alphabet, das im 12. Jahrhundert v. Chr. entstand, wurde zur Grundlage sowohl der europäischen Schriften (griechisch, lateinisch, kyrillisch) als auch der hebräischen und arabischen Schrift.

## Religion
Eine Trias von Göttern residierte über die Bewohner von Tyros, Sidon, Arwad, Byblos und dem untergegangenen Ugarit.
An der Spitze dieser Dreierkombination stand ein Vatergott namens El, den die Griechen später gelegentlich mit ihrem Kronos identifizierten. Ihm zur Seite stand sein Weib Aschera oder Astarte, die in Byblos Baalat hieß, was man etwa mit „unsere liebe Frau“ übersetzen könnte. Dazu kam dann als beider Sohn der Gott Baal, den die Gibliten auch Adon, Adoni oder, gräzisiert Adonis, den Herrn, nannten, während die Tyrer als Stadtgott Melkart und die Sidonier den Eschmun verehrten. Jeder dieser drei himmlischen Herrscher repräsentierte und verkörperte jeweils eine Reihe von bestimmten Naturgewalten und -erscheinungen. Außerdem hatten sie nahe Verwandte in allen anderen orientalischen Götterwelten.
El, der in Sidon Baal hieß, ist in dieser Trias der mächtigste Gott. Er scheint derartig große und allumfassende Befugnisse gehabt zu haben, dass man es nur selten wagte, ihn näher zu betrachten und zu vermenschlichen. Lediglich in einigen Texten aus Ugarit wird er, wie Zeus, als ungetreuer Ehemann charakterisiert.
| Rolle in der Trias | Byblos | Sidon   | Tyros   |
| ------------------ | ------ | ------- | ------- |
| Vater              | El     | Baal    | Melkart |
| Mutter             | Baalat | Astarte | Astarte |
| Sohn               | Adonis | Eschmun |         |